# Jubileumsparken

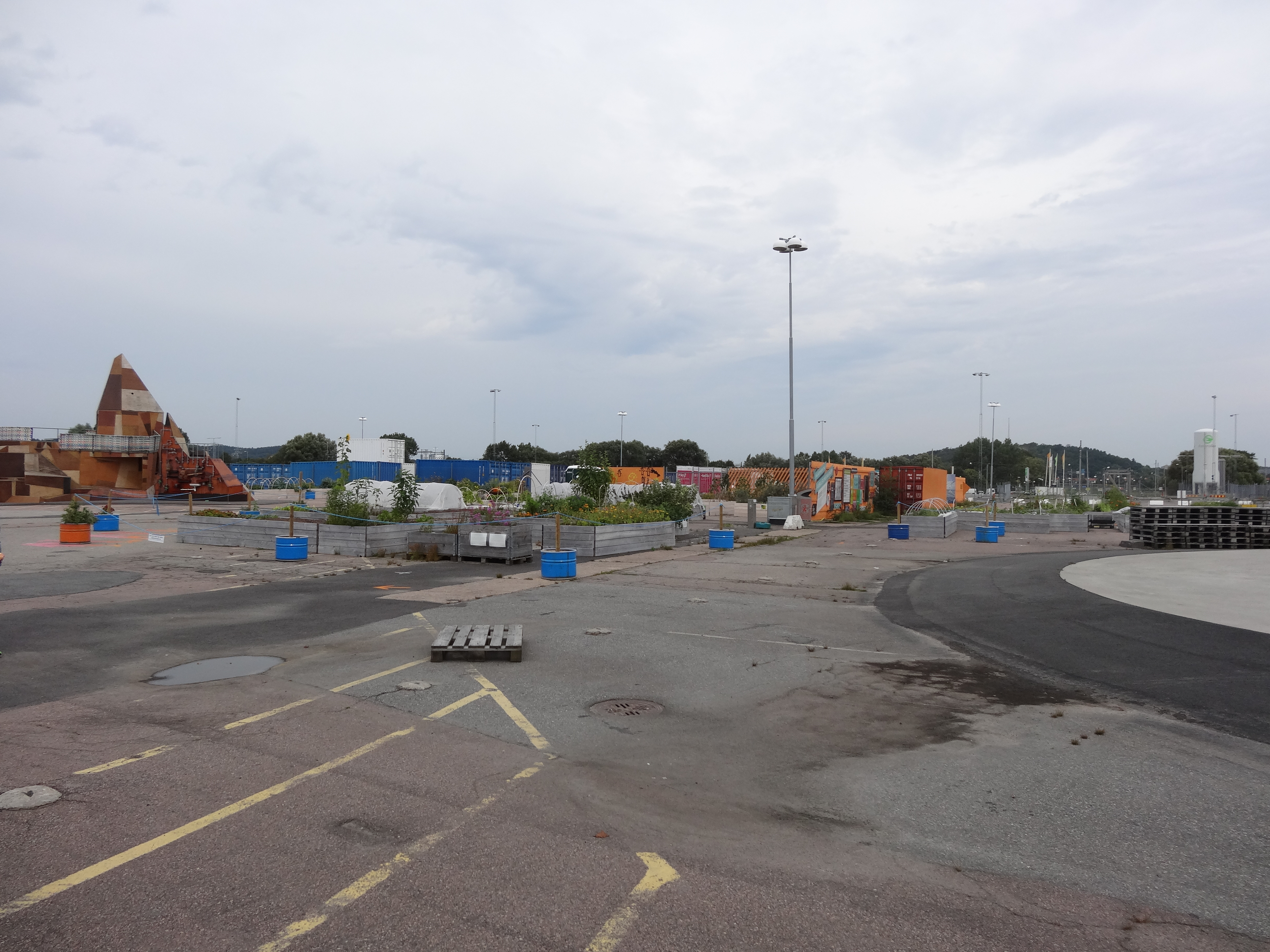
Jubileumsparken i augusti 2016. Till höger syns roller derby-banan "Rullevi", till vänster skymtar vattenkonstverket "Berget", som ersatts av utelektionssalen och lekrummet "Näsan i blöt".

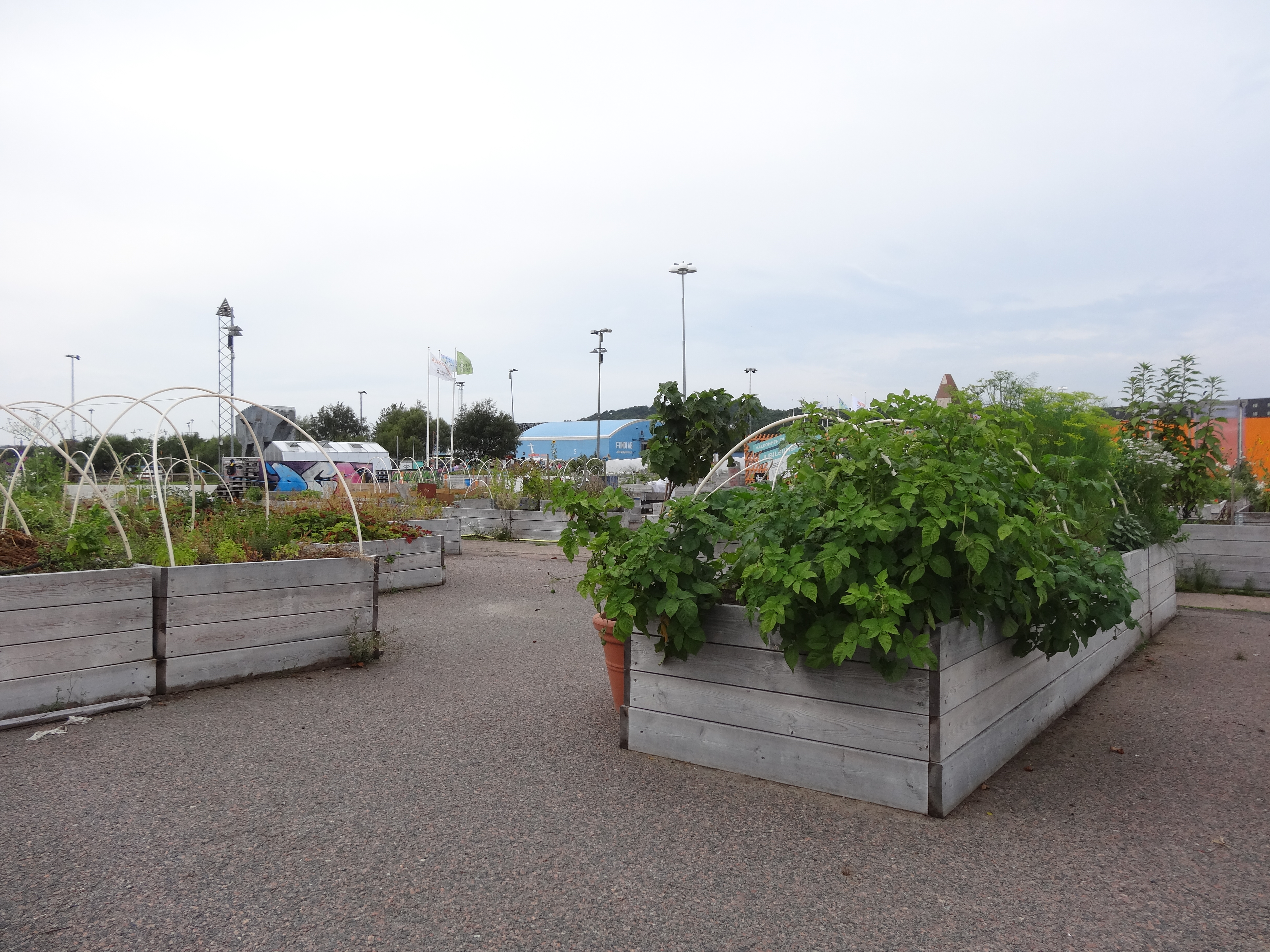
Stadsodling pågår i Jubileumsparken.

Jubileumsparken är en park och ett område i stadsdelen Tingstadsvassen i Göteborg, vilken utgör en del i stadens 400-årsjubileum år 2021.
Parken är anlagd där den tidigare Frihamnen låg och är en del i stadsutvecklingen av Älvstaden.

## Arkitektur
Parken utsågs tillvinnare av Sienapriset för 2018.
Den permanenta parken har ritats av göteborgskontoret MARELD landskapsarkitekter tillsammans med atelier le balto från Berlin.

## Aktiviteter
År 2014 öppnade GKSS en seglarskola i Frihamnen. Därefter anlades en badstrand, den så kallade Playan , skapad av konst-,design- och arkitektursamarbetet MYCKET, med sand och trädäck vid Göta älv, liksom en allmän bastu, vilken ritades av arkitektgruppen Raumlaborberlin, och år 2015 öppnades ett utomhusbad. Bassängen är 20 meter lång, 8 meter bred och 1,8 meter djup. I en namntävling, arrangerad av SVT Nyheter Väst, fick bastun namnet Svettekörka (Svettekôrka).
I parken finns en utomhusbanan "Rullevi" för roller derby, utelektionssalen och lekrummet "Näsan i blöt", skapad av Santiago Cirugeda på den spanska arkitektbyrån Recetas Urbanas, stadsodling, samt en monumentalmålning utförd av de holländska konstnärerna Haas och Hahn.

## Bostäder och arbetsplatser
I det tidigare frihamnsområdet planerades det att fram till år 2021 ha byggts 1 000 bostäder och 1 000 arbetsplatser, vilka till år 2035 skulle ha ökat till 15 000 av vardera sorten. År 2018 visade det sig att markförhållandena var för dåliga, vilket skulle medföra för höga byggkostnader. Den framtagna planen ändrades år 2020 och bygget av 5 000 bostäder på Bananpiren och Frihamnspiren lyftes ur planerna. En eventuell utbyggnad kan komma att ske om 15–25 år. 800 temporära bostäder, vilka skall stå fram till år 2035 uppförs på Kvillepiren. Byggstart för en reviderad plan med 5 100 bostäder, samt verksamhetsytor, skulle kunna ske år 2024 och utbyggnaden skulle kunna vara klar år 2037.